# Tchirozérine
La ville de Tchirozérine est le chef-lieu du département de Tchirozérine, dans le centre du Niger.

## Géographie
Tchirozérine est une commune urbaine du département de Tchirozérine, dans la région d'Agadez au Niger.
C'est le chef-lieu de ce département.

### Situation
Elle est située à environ 40 km au nord-nord-ouest de la ville d'Agadez et 750 km au nord-est de Niamey, la capitale du pays.
| Ingall       | Ingall       | Dabaga, Tabelot |
| Ingall       | Tchirozérine | Aderbissinat    |
| Aderbissinat | Agadez       | Aderbissinat    |

## Population
La commune urbaine comptait 67 876 habitants en 2011,.
Elle est peuplée par des Touaregs, des Haoussas et des Peuls.

## Économie

### Services postaux
Niger Poste attribue au bureau de Tchirozérine le code postal : 1003

### Industrie minière
La société SONICHAR, entreprise parapublique créée en 1975, produit du charbon dans une mine à ciel ouvert depuis 1980. Anou Araren est une localité (« village administratif ») de la commune urbaine de Tchirozérine.
La production, 246 558 tonnes en 2010, est utilisée quasi intégralement sur place dans une centrale thermique, exploitée par la même société, pour alimenter les usines de traitement d’uranium d’Arlit et Akokan, ainsi que les principales villes de la région d’Agadez.